# Liste des cavités naturelles les plus longues des Ardennes

Département des Ardennes.

La liste des cavités naturelles les plus longues du département des Ardennes recense sous la forme d'un tableau, les cavités souterraines naturelles connues, dont le développement est supérieur ou égal à trente mètres.
La communauté spéléologique considère qu'une cavité souterraine naturelle n'existe vraiment qu'à partir du moment où elle est « inventée » c'est-à-dire découverte (ou redécouverte), inventoriée, topographiée et publiée. Bien sûr, la réalité physique d'une cavité naturelle est la plupart du temps bien antérieure à sa découverte par l'homme ; cependant tant qu'elle n'est pas explorée, mesurée et révélée, la cavité naturelle n'appartient pas au domaine de la connaissance partagée.
La liste spéléométrique des plus longues cavités naturelles des  Ardennes (≥ 30 m) est  actualisée fin 2018.
La plus longue cavité répertoriée dans le département des  Ardennes est la perte des Mazurettes à Signy-l'Abbaye (cf. ligne 1 du tableau ci-dessous).

## Ardennes (France)

### Cavités de développement supérieur ou égal à30m
9 cavités sont recensées au 31-12-2018.
| Réf. | Cavités (autres noms)                 | Communes         | Massifs ou zones géographiques | Coordonnées (WGS 84)        | Développement (en mètres) | Dénivelée (en mètres) | Sources ou références                              | Mises à jour |
| ---- | ------------------------------------- | ---------------- | ------------------------------ | --------------------------- | ------------------------- | --------------------- | -------------------------------------------------- | ------------ |
| 1    | Perte des Mazurettes                  | Signy-l'Abbaye   |                                | 49° 43′ 54″ N, 4° 26′ 02″ E | +001 000, m               | +0040, m              | Spéléométrie de la France & spéléo club de l'Aisne | 2015-06      |
| 2    | Grotte des Hierges                    | Hierges          |                                | 50° 06′ 22″ N, 4° 44′ 05″ E | +000450, m                | +0033, m              | Spéléométrie de la France & IKARE                  | 2015-06      |
| 3    | Grotte de Nichet                      | Fromelennes      |                                | 50° 07′ 13″ N, 4° 51′ 52″ E | +000300, m                | +0053, m              | Spéléométrie de la France & IKARE                  | 2015-06      |
| 4    | Gouffre de la Noue-le-Meunier         | Quatre-Champs    |                                | 49° 26′ 24″ N, 4° 46′ 45″ E | +000250, m                | +0000, m              | Spéléométrie de la France & IKARE                  | 2015-06      |
| 5    | Trou des Tassons                      | Fromelennes      |                                | 50° 07′ 14″ N, 4° 51′ 52″ E | +000200, m                | +0038, m              | Spéléométrie de la France & IKARE                  | 2015-06      |
| 6    | Grotte du Bois-le-Duc                 | Foisches         |                                | 50° 07′ 52″ N, 4° 46′ 09″ E | +000100, m                | +0026, m              | Spéléométrie de la France & IKARE                  | 2000-00      |
| 7    | Trou du Voleur                        | Balaives-et-Butz |                                | 49° 40′ 21″ N, 4° 42′ 27″ E | +0 00040, m               | +0000, m              | Spéléométrie de la France & IKARE                  | 2000-00      |
| 8    | Grotte des Trois-Fontaines            | Chooz            |                                | 50° 07′ 39″ N, 4° 47′ 45″ E | +0 00030, m               | +0000, m              | Spéléométrie de la France & IKARE                  | 2000-00      |
| 9    | Caverne de Foisches ou Trou du Tesson | Foisches         |                                | 50° 07′ 25″ N, 4° 46′ 34″ E | +0 00030, m               | +0000, m              | Spéléométrie de la France & IKARE                  | 2000-00      |